# Caissa lovagja
A Caissa lovagja kitüntetést a Magyar Sakkszövetség és a Sakk-kultúráért Alapítvány Kuratóriuma (Szekszárd) közösen alapította a sakk-kultúra fejlesztése, terjesztése, népszerűsítése területén kifejtett kimagasló teljesítmény elismerésére.

## A kitüntetés
A kitüntetés elnevezése: CAISSA LOVAGJA. Az elismerés formája: 10 cm átmérőjű, díszdobozba foglalt tűzzománc plakett és díszes oklevél. Ezek grafikai mintái az alapító okirat mellékletei.

## Adományozásának rendje
- Elismerésre tarthat számot minden olyan tevékenység (nem a sakkjáték, nem a versenyzés, nem a verseny- és minősítési eredmény), amely alkalmas a sakkjáték megkedveltetésére, népszerűsége növelésére, a nemzetközi és a hazai sakktörténet megismertetésére.
- Olyan tevékenység, amely sikeresen segíti a sakkjáték, sakkozók, sakkesemények megörökítését (sakkszótár, sakklexikon, sakk-könyv (nem játszma és nem elméleti!), bélyegkiadás, sakkeszközök, emléktáblák és emlékhelyek létrehozása, kialakítása, közterületi névadás, nyilvánosságot élvező emlékszoba, emlékház, sakkmúzeum, illetve gyűjtemény, tudományos munka, sakk-szimultán adása, szervezése, a Guinness rekordok könyvébe való bekerülés, stb).

A kitüntetést évenként kell kiadni, amit magyar állampolgárságú természetes személyek (posztumusz is), magyarországi székhelyű jogi személyek, szervezetek, közösségek (továbbiakban:személyek) egy alkalommal kaphatnak. A kitüntetést évente csak egy személy kaphatja; kivételesen két kitüntetett lehet, ha posztumusz, vagy szervezet, közösség az egyik.

## A kitüntetés odaítélése
Kitüntetésre javaslatot tehet a Magyar Sakkszövetség Elnöksége, a Sakk-kultúráért Alapítvány Kuratóriuma (Szekszárd), a Testnevelési és Sportmúzeum (Budapest), a Magyar Sakkvilág Szerkesztősége (Budapest), a megyei és fővárosi sakkszövetségek. A kitüntetésre szóló javaslatot minden év február 28-ig lehet küldeni a Magyar Sakkszövetséghez vagy a Sakk-kultúráért Alapítványnak. Az indokolt javaslat maximum 600 karakterből állhat.
A beérkezett javaslatokat az alapítók 2-2 és a Sportmúzeum 1 küldöttéből álló 5 fős bizottság értékeli és dönt az alapító okirat előírásainak betartásával.

## A díj átadása
A kitüntetés átadására minden évben Rozsnyay Mátyás (1833. május 14–1895. augusztus 5.) születési évfordulóján, május 14-én kerül sor. Az adományozás első éve Rozsnyay Mátyás születésének 175. évfordulója (2008).
Az átadásnak – az alapítók képviselőinek személyes közreműködésével – a nyilvánosság előzetes tájékoztatása után, a sajtó nyilvánossága előtt, az addigi lovagok, meghívottak, érdeklődők jelenlétében ünnepélyes keretek között kell megtörténnie. Az átadási ceremónia állandó programrésze az alapítás és céljai, valamint az alapító szervek ismertetése, a kitüntetett lovaggá ütése.
A kitüntetés átvételére a kitüntetett, vagy meghatalmazottja, örököse, hozzátartozója, illetve szervezet képviselője, szervezet utódja, jogutódja jogosult.

## A díjazottak

### 2008
- Tóth László (posztumusz)
- Dr. Varga Tibor

### 2009
- Ozsváth András
- Dr. Bán Jenő

### 2010
- Paks Város Önkormányzata
- Paksi Atomerőmű

### 2011
- Dr. Lindner László (posztumusz)
- Dobroviczki Ferenc

### 2012
- Bilek István (posztumusz)
- Barcza Gedeon (posztumusz)

### 2013
- Bakcsi György
- Bárczay László